# Woodburn, Oregon
Woodburn är en stad i Marion County i Oregon. Vid 2010 års folkräkning hade Woodburn 24 080 invånare.